# UCI-BMX-Racing-Weltcup 2010
Beim UCI-BMX-Racing-Weltcup 2010, auch UCI-BMX-Supercross-Weltcup genannt, wurden durch die Union Cycliste Internationale die Weltcup-Sieger im BMX-Rennsport ermittelt.

## Termine
Der Weltcup-Kalender enthielt ursprünglich fünf Rennen, davon eins in Monaco, das später abgesagt wurde. Es verblieben vier Rennen in verschiedenen Ländern von Mai bis Oktober.
- Madrid: 26. und 27. März
- Kopenhagen: 7. und 8. Mai
- Chula Vista: 17. und 18. September
- Fréjus: 8. und 9. Oktober

Jedes Rennen ging über zwei Tage; am ersten Tag gab es ein Zeitfahren, in dem sich die besten 64 für die Finalläufe am zweiten Tag qualifizierten. Die Resultate des Zeitfahrens gingen in die Weltcup-Gesamtwertung ein, so ergab ein Sieg im Zeitfahren 50 Punkte, ein Sieg im Endlauf 200 Punkte.

## Männer
| # | Datum         | Ort         | Erster           | Zweiter        | Dritter            |
| - | ------------- | ----------- | ---------------- | -------------- | ------------------ |
| 1 | 27. März      | Madrid      | Sam Willoughby   | Connor Fields  | Ivo van der Putten |
| 2 | 8. Mai        | Kopenhagen  | Māris Štrombergs | Liam Phillips  | Corben Sharrah     |
| 3 | 18. September | Chula Vista | Nicholas Long    | Sam Willoughby | Māris Štrombergs   |
| 4 | 9. Oktober    | Fréjus      | Māris Štrombergs | Marc Willers   | Connor Fields      |

Gesamtwertung
| Platz | Name             | Punkte |
| ----- | ---------------- | ------ |
| 1     | Māris Štrombergs | 787    |
| 2     | Sam Willoughby   | 656    |
| 3     | Connor Fields    | 586    |
| 4     | Joris Daudet     | 432    |
| 5     | Corben Sharrah   | 427    |
| 6     | Nicholas Long    | 404    |

## Frauen
| # | Datum         | Ort         | Erste                 | Zweite          | Dritte            |
| - | ------------- | ----------- | --------------------- | --------------- | ----------------- |
| 1 | 27. März      | Madrid      | Laëtitia Le Corguillé | Shanaze Reade   | Caroline Buchanan |
| 2 | 8. Mai        | Kopenhagen  | Laëtitia Le Corguillé | Sarah Walker    | Aneta Hladíková   |
| 3 | 18. September | Chula Vista | Laëtitia Le Corguillé | Magalie Pottier | Alise Post        |
| 4 | 9. Oktober    | Fréjus      | Sarah Walker          | Lauren Reynolds | Mariana Pajón     |

Gesamtwertung
| Platz | Name                  | Punkte |
| ----- | --------------------- | ------ |
| 1     | Laëtitia Le Corguillé | 679    |
| 2     | Caroline Buchanan     | 512    |
| 3     | Sarah Walker          | 460    |
| 4     | Alise Post            | 452    |
| 5     | Magalie Pottier       | 425    |
| 6     | Arielle Martin        | 420    |